# Championnats d'Europe d'athlétisme par équipes 2019
Navigation
La 8e édition des Championnats d'Europe d'athlétisme par équipes se déroule en août 2019. La Super League se déroule à Bydgoszcz en Pologne, la Première League à Sandnes en Norvège, la Seconde Ligue à Varaždin en Croatie et la Troisième Ligue à Skopje en Macédoine du Nord.

## Super Ligue

### Pays participants
12 équipes participent à la Super League :
| - Allemagne - Espagne - Finlande, promue - France - Grèce - Italie | - Pologne - Tchéquie - Royaume-Uni - Suède, promue - Suisse, promue - Ukraine |

La Suède, la Finlande et la Suisse (cette dernière pour la première fois) sont les équipes promues de Première Ligue en 2017.

### Tableau synthétique des résultats
| Épreuve | Épreuve | CZE   | FIN | FRA   | GER   | GBR   | GRE | ITA | POL | ESP   | SWE   | SUI | UKR |
| --- | ------- | ----- | --- | ----- | ----- | ----- | --- | --- | --- | ----- | ----- | --- | --- |
| 100 mètres | M       | 7     | 1   | 12    | 10    | 9     | 2   | 11  | 5   | 6     | 4     | 3   | 8   |
| 100 mètres | W       | 7     | 4   | 12    | 5     | 11    | 6   | 8   | 10  | 9     | 2     | 1   | 3   |
| 200 mètres | M       | 8     | 2   | 10    | 7     | 12    | 4   | 11  | 1   | 6     | 5     | 3   | 9   |
| 200 mètres | W       | 1     | 4   | 9     | 10    | 11    | 8   | 6   | 7   | 5     | 2     | 12  | 3   |
| 400 mètres | M       | 4     | 1   | 8     | 6     | 11    | 2   | 12  | 9   | 10    | 5     | 3   | 7   |
| 400 mètres | W       | 8     | 1   | 9     | 4     | 7     | 3   | 10  | 12  | 2     | 5     | 11  | 6   |
| 800 mètres | M       | 5     | 2   | 6     | 9     | 11    | 3   | 7   | 12  | 10    | 8     | 4   | 1   |
| 800 mètres | W       | 5     | 9   | 12    | 10    | 11    | 1   | 2   | 7   | 6     | 3     | 4   | 8   |
| 1 500 mètres | M       | 10    | 3   | 8     | 7     | 11    | 2   | 6   | 12  | 0     | 9     | 5   | 4   |
| 1 500 mètres | W       | 10    | 9   | 3     | 11    | 7     | 1   | 4   | 12  | 8     | 6     | 2   | 5   |
| 3 000 mètres | M       | 6     | 1   | 4     | 8     | 10    | 2   | 9   | 3   | 12    | 11    | 7   | 5   |
| 3 000 mètres | W       | 2     | 6   | 5     | 8     | 4     | 3   | 11  | 9   | 10    | 12    | 7   | 1   |
| 5 000 mètres | M       | 7     | 2   | 10    | 0     | 5     | 6   | 12  | 4   | 9     | 8     | 11  | 3   |
| 5 000 mètres | W       | 5     | 3   | 9     | 12    | 10    | 0   | 8   | 4   | 11    | 7     | 6   | 2   |
| 3 000 metres steeple | M       | 4     | 11  | 6     | 7     | 9     | 3   | 8   | 10  | 12    | 0     | 2   | 5   |
| 3 000 metres steeple | W       | 5     | 9   | 7     | 12    | 10    | 2   | 4   | 8   | 11    | 3     | 6   | 1   |
| 110/100 mètres haies | M       | 1     | 5   | 11    | 10    | 6     | 8   | 7   | 9   | 12    | 4     | 3   | 2   |
| 110/100 mètres haies | W       | 3     | 8   | 4     | 11    | 9     | 6   | 12  | 10  | 5     | 1     | 2   | 7   |
| 400 mètres haies | M       | 8     | 6   | 11    | 10    | 9     | 4   | 3   | 12  | 7     | 2     | 5   | 1   |
| 400 mètres haies | W       | 12    | 2   | 6     | 4     | 7     | 1   | 9   | 10  | 3     | 5     | 8   | 11  |
| 4 x 100 mètres | M       | 0     | 3   | 0     | 11    | 12    | 6   | 7   | 9   | 8     | 4     | 5   | 10  |
| 4 x 100 mètres | W       | 5     | 3   | 12    | 9     | 10    | 2   | 7   | 6   | 8     | 1     | 11  | 4   |
| 4 x 400 mètres | M       | 8     | 4   | 11    | 2     | 0     | 5   | 12  | 10  | 9     | 3     | 6   | 7   |
| 4 x 400 mètres | W       | 4     | 1   | 7     | 8     | 11    | 5   | 10  | 12  | 6     | 2     | 3   | 9   |
| Saut en hauteur | M       | 2     | 1   | 7     | 9     | 11    | 5   | 10  | 8   | 12    | 4     | 3   | 6   |
| Saut en hauteur | W       | 3.5   | 0   | 5     | 9     | 2     | 7   | 10  | 8   | 3.5   | 11    | 6   | 12  |
| Saut à la perche | M       | 7     | 4.5 | 10    | 4.5   | 3     | 9   | 8   | 12  | 6     | 11    | 2   | 0   |
| Saut à la perche | W       | 7     | 4.5 | 9.5   | 0     | 4.5   | 12  | 8   | 3   | 2     | 9.5   | 6   | 11  |
| Saut en longueur | M       | 1     | 7   | 3     | 5     | 6     | 12  | 9   | 10  | 11    | 2     | 4   | 8   |
| Saut en longueur | W       | 3     | 8   | 10    | 12    | 11    | 7   | 5   | 2   | 9     | 6     | 4   | 1   |
| Triple saut | M       | 2     | 11  | 10    | 6     | 12    | 7   | 5   | 8   | 4     | 9     | 1   | 3   |
| Triple saut | W       | 1     | 8   | 3     | 7     | 6     | 12  | 10  | 5   | 11    | 2     | 4   | 8   |
| Lancer du poids | M       | 11    | 2   | 10    | 9     | 8     | 3   | 7   | 12  | 4     | 5     | 1   | 6   |
| Lancer du poids | W       | 7     | 6   | 3     | 12    | 10    | 2   | 5   | 9   | 4     | 11    | 1   | 8   |
| Lancer du disque | M       | 6     | 2   | 5     | 11    | 3     | 4   | 9   | 12  | 8     | 10    | 1   | 7   |
| Lancer du disque | W       | 4     | 8   | 11    | 12    | 5     | 10  | 7   | 9   | 2     | 3     | 1   | 6   |
| Lancer du marteau | M       | 2     | 8   | 11    | 6     | 3     | 10  | 5   | 12  | 9     | 4     | 1   | 7   |
| Lancer du marteau | W       | 7     | 5   | 12    | 8     | 3     | 2   | 9   | 11  | 6     | 1     | 4   | 10  |
| Lancer du javelot | M       | 11    | 8   | 3     | 12    | 1     | 2   | 7   | 10  | 9     | 5     | 6   | 4   |
| Lancer du javelot | W       | 10    | 7   | 12    | 4     | 1     | 8   | 6   | 11  | 9     | 3     | 2   | 5   |
| Pays | Pays    | CZE   | FIN | FRA   | GER   | GBR   | GRE | ITA | POL | ESP   | SWE   | SUI | UKR |
| Total | Total   | 219.5 | 190 | 316.5 | 317.5 | 302.5 | 197 | 316 | 345 | 294.5 | 210.5 | 175 | 225 |
| 1er : 12 pts ; 2e : 11 pts ; 3e : 10 pts ; 4e : 9 pts ; 5e : 8 pts ; 6e : 7 pts ; 7e : 6 pts ; 8e : 5 pts ; 9e : 4 pts ; 10e : 3 pts ; 11e : 2 pts ; 12e : 1 pt. Aucun point n'est attribué en cas de disqualification, d'abandon, et lorsqu'un athlète ne réalise pas de marque mesurée lors d'un concours En cas d'égalité, les athlètes se partagent le même nombre de points (ex : 5,5 pts pour les athlètes ex æquo à la 7e place). |         |       |     |       |       |       |     |     |     |       |       |     |     |

### Podiums

#### Hommes
| Épreuve | Or                                                                                 | Or         | Argent                                                                   | Argent     | Bronze                                                              | Bronze     |
| --- | ---------------------------------------------------------------------------------- | ---------- | ------------------------------------------------------------------------ | ---------- | ------------------------------------------------------------------- | ---------- |
| 100 m | Jimmy Vicaut France                                                                | 10.35      | Marcell Jacobs Italie                                                    | 10.39      | Michael Pohl Allemagne                                              | 10.55      |
| 200 m | Richard Kilty Grande-Bretagne                                                      | 20.66      | Eseosa Desalu Italie                                                     | 20.69      | Mouhamadou Fall France                                              | 20.70      |
| 400 m | Davide Re Italie                                                                   | 45.35      | Dwayne Cowan Grande-Bretagne                                             | 46.18      | Óscar Husillos Espagne                                              | 46.36      |
| 800 m | Adam Kszczot Pologne                                                               | 1:46.97    | Jamie Webb Grande-Bretagne                                               | 1:47.25    | Álvaro de Arriba Espagne                                            | 1:47.48    |
| 1 500 m | Marcin Lewandowski Pologne                                                         | 3:47.88    | Charlie Da'Vall Grice Grande-Bretagne                                    | 3:48.35    | Jakub Holuša Tchéquie                                               | 3:49.18    |
| 3 000 m | Adel Mechaal Espagne                                                               | 8:02.51    | Kalle Berglund Suède                                                     | 8:02.79 PB | James West Grande-Bretagne                                          | 8:02.97    |
| 5 000 m | Yemaneberhan Crippa Italie                                                         | 13:43.30   | Julien Wanders Suisse                                                    | 13:45.31   | Amanal Petros Allemagne                                             | 13:50.45   |
| 3 000 m steeple | Fernando Carro Espagne                                                             | 8:27.26    | Topi Raitanen Finlande                                                   | 8:27.68    | Krystian Zalewski Pologne                                           | 8:29.12 SB |
| 110 m haies | Orlando Ortega Espagne                                                             | 13.38      | Pascal Martinot-Lagarde France                                           | 13.46      | Gregor Traber Allemagne                                             | 13.54      |
| 400 m haies | Patryk Dobek Pologne                                                               | 48.87      | Ludvy Vaillant France                                                    | 48.98 SB   | Luke Campbell Allemagne                                             | 49.24 SB   |
| 4 × 100 m | Grande-Bretagne Dominic Ashwell Oliver Bromby Richard Kilty Harry Aikines-Aryeetey | 38.73      | Allemagne Steven Muller Marvin Schulte Roy Schmidt Michael Pohl          | 38.88      | Ukraine Erik Kostrytsya Oleksandr Sokolov Igor Bodrov Serhiy Smelyk | 39.02      |
| 4 × 400 m | Italie Edoardo Scotti Matteo Galvan Brayan Lopez Davide Re                         | 3:02.04 EL | France Mamadou Kassé Hann Christopher Naliali Thomas Jordier Loïc Prévot | 3:02.08 SB | Pologne Wiktor Suwara Rafal Omelko Lukasz Krawczuk Patryk Dobek     | 3:02.56 SB |
| Saut en hauteur | Miguel Ángel Sancho Espagne                                                        | 2.26 SB    | Chris Baker Grande-Bretagne                                              | 2.22       | Stefano Sottile Italie                                              | 2.22       |
| Saut à la perche | Piotr Lisek Pologne                                                                | 5.81       | Melker Svärd Jakobsson Suède                                             | 5.71       | Renaud Lavillenie France                                            | 5.71       |
| Saut en longueur | Miltiadis Tentoglou Grèce                                                          | 8.30       | Eusebio Cáceres Espagne                                                  | 8.02       | Tomasz Jaszczuk Pologne                                             | 8.00       |
| Triple saut | Ben Williams Grande-Bretagne                                                       | 17.14 PB   | Simo Lipsanen Finlande                                                   | 16.76      | Benjamin Compaoré France                                            | 16.67      |
| Lancer du poids | Michał Haratyk Pologne                                                             | 21.83 CR   | Tomáš Staněk Tchéquie                                                    | 20.65      | Frédéric Dagée France                                               | 20.03      |
| Lancer du disque | Piotr Małachowski Pologne                                                          | 63.02      | Martin Wierig Allemagne                                                  | 61.84      | Daniel Ståhl Suède                                                  | 61.38      |
| Lancer du marteau | Wojciech Nowicki Pologne                                                           | 78.84      | Quentin Bigot France                                                     | 76.70      | Mihail Anastasakis Grèce                                            | 75.77      |
| Lancer du javelot | Julian Weber Allemagne                                                             | 86.86 SB   | Jakub Vadlejch Tchéquie                                                  | 79.88      | Marcin Krukowski Pologne                                            | 79.54      |
| Records et Performances - AR : Record continental (area record) - CR : Record des championnats (championship record) - MR : Record du meeting (meet record) - NR : Record national (national record) - OR : Record olympique (olympic record) - PR : Record paralympique (paralympic record) - PB : Record personnel (personal best) - SB : Meilleure performance personnelle de la saison (season's best) - WL : Meilleure performance mondiale de l'année (world leader) - WJR : Record du monde junior (world junior record) - WR : Record du monde (world record) Circonstances et Conditions - DNF : N'a pas terminé (did not finish) - DNS : N'a pas pris le départ (did not start) - DQ : Disqualification (disqualification) - NM : Aucun essai valable enregistré (No Mark) - Q : Qualifié « directement » au prochain tour (ou à la prochaine compétition), lors d'une compétition majeure, grâce au classement ou à la réalisation des minima (automatic qualifier) - q : Qualifié au prochain tour (ou à la prochaine compétition), lors d'une compétition majeure, grâce au repêchage ou à la réalisation de l'une des meilleures performances parmi celles des « non qualifiés directement » (grâce au meilleur temps ou à la meilleure distance par exemple) (secondary qualifier) |                                                                                    |            |                                                                          |            |                                                                     |            |

#### Femmes
| Épreuve | Or                                                                                           | Or          | Argent                                                                 | Argent     | Bronze                                                                                    | Bronze     |
| --- | -------------------------------------------------------------------------------------------- | ----------- | ---------------------------------------------------------------------- | ---------- | ----------------------------------------------------------------------------------------- | ---------- |
| 100 m | Carolle Zahi France                                                                          | 11.31       | Daryll Neita Grande-Bretagne                                           | 11.33      | Ewa Swoboda Pologne                                                                       | 11.35      |
| 200 m | Mujinga Kambundji Suisse                                                                     | 22.72 SB    | Jodie Williams Grande-Bretagne                                         | 22.89      | Jessica-Bianca Wessolly Allemagne                                                         | 23.15      |
| 400 m | Justyna Święty-Ersetic Pologne                                                               | 51.23       | Lea Sprunger Suisse                                                    | 51.84      | Maria Benedicta Chigbolu Italie                                                           | 52.19      |
| 800 m | Rénelle Lamote France                                                                        | 2:01.21 SB  | Shelayna Oskan-Clarke Grande-Bretagne                                  | 2:01.45    | Christina Hering Allemagne                                                                | 2:01.77    |
| 1 500 m | Sofia Ennaoui Pologne                                                                        | 4:08.37     | Caterina Granz Allemagne                                               | 4:08.52    | Kristiina Mäki Tchéquie                                                                   | 4:09.12 SB |
| 3 000 m | Yolanda Ngarambe Suède                                                                       | 9:07.67     | Marta Zenoni Italie                                                    | 9:08.34    | Solange Pereira Espagne                                                                   | 9:09.76 PB |
| 5 000 m | Hanna Klein Allemagne                                                                        | 15:39.00    | Maitane Melero Espagne                                                 | 15:44.55   | Sarah Inglis Grande-Bretagne                                                              | 15:45.23   |
| 3 000 m steeple | Gesa Felicitas Krause Allemagne                                                              | 9:36.67     | Irene Sánchez Espagne                                                  | 9:39.24    | Rosie Clarke Grande-Bretagne                                                              | 9:39.85    |
| 100 m haies | Luminosa Bogliolo Italie                                                                     | 12.87       | Cindy Roleder Allemagne                                                | 12.87 SB   | Karolina Koleczek Pologne                                                                 | 12.88      |
| 400 m haies | Zuzana Hejnová Tchéquie                                                                      | 55.10       | Anna Ryzhykova Ukraine                                                 | 55.61      | Joanna Linkiewicz Pologne                                                                 | 55.67      |
| 4 × 100 m | France Carolle Zahi Orlann Ombissa-Dzangue Estelle Raffai Sarah Richard                      | 43.09       | Suisse Ajla del Ponte Sarah Atcho Mujinga Kambundji Cornelia Halbheer  | 43.11      | Grande-Bretagne Kristal Awuah Alisha Rees Bianca Williams Rachel Miller                   | 43.46      |
| 4 × 400 m | Pologne Iga Baumgart-Witan Anna Kielbasinska Malgorzata Holub-Kowalik Justyna Swiety-Ersetic | 3:24.81 'EL | Grande-Bretagne Emily Diamond Jodie Williams Zoey Clark Jessica Turner | 3:27.12 SB | Italie Maria Benedicta Chigbolu Ayomide Folorunso Rebecca Borga Giancarla Dimich Trevisan | 3:27.32 SB |
| Saut en hauteur | Yuliya Levchenko Ukraine                                                                     | 1.97        | Erika Kinsey Suède                                                     | 1.94       | Alessia Trost Italie                                                                      | 1.94 =SB   |
| Saut à la perche | Katerina Stefanidi Grèce                                                                     | 4.70        | Maryna Kylypko Ukraine                                                 | 4.56 SB    | Angelica Bengtsson Suède Ninon Guillon-Romarin France                                     | 4.46       |
| Saut en longueur | Malaika Mihambo Allemagne                                                                    | 7.11        | Abigail Irozuru Grande-Bretagne                                        | 6.75 SB    | Éloyse Lesueur France                                                                     | 6.72 SB    |
| Triple saut | Paraskevi Papachristou Grèce                                                                 | 14.48       | Ana Peleteiro Espagne                                                  | 14.27      | Ottavia Cestonaro Italie                                                                  | 14.18 PB   |
| Lancer du poids | Christina Schwanitz Allemagne                                                                | 18.93       | Fanny Roos Suède                                                       | 18.54      | Sophie McKinna Grande-Bretagne                                                            | 17.94      |
| Lancer du disque | Claudine Vita Allemagne                                                                      | 61.09       | Mélina Robert-Michon France                                            | 60.61      | Hrisoúla Anagnostopoúlou Grèce                                                            | 59.02 SB   |
| Lancer du marteau | Alexandra Tavernier France                                                                   | 72.81       | Joanna Fiodorow Pologne                                                | 72.13      | Iryna Klymets Ukraine                                                                     | 71.67      |
| Lancer du javelot | Alexie Alaïs France                                                                          | 63.46 PB    | Maria Andrejczyk Pologne                                               | 63.39 SB   | Irena Šedivá Tchéquie                                                                     | 61.32 PB   |
| Records et Performances - AR : Record continental (area record) - CR : Record des championnats (championship record) - MR : Record du meeting (meet record) - NR : Record national (national record) - OR : Record olympique (olympic record) - PR : Record paralympique (paralympic record) - PB : Record personnel (personal best) - SB : Meilleure performance personnelle de la saison (season's best) - WL : Meilleure performance mondiale de l'année (world leader) - WJR : Record du monde junior (world junior record) - WR : Record du monde (world record) Circonstances et Conditions - DNF : N'a pas terminé (did not finish) - DNS : N'a pas pris le départ (did not start) - DQ : Disqualification (disqualification) - NM : Aucun essai valable enregistré (No Mark) - Q : Qualifié « directement » au prochain tour (ou à la prochaine compétition), lors d'une compétition majeure, grâce au classement ou à la réalisation des minima (automatic qualifier) - q : Qualifié au prochain tour (ou à la prochaine compétition), lors d'une compétition majeure, grâce au repêchage ou à la réalisation de l'une des meilleures performances parmi celles des « non qualifiés directement » (grâce au meilleur temps ou à la meilleure distance par exemple) (secondary qualifier) |                                                                                              |             |                                                                        |            |                                                                                           |            |

### Classement général
En 2020, dans un nouveau format de compétition, huit équipes participeront à la Super Ligue. Ainsi, en 2019, 5 équipes sont reléguées en Première Ligue et le vainqueur de la Première Ligue 2019 (Portugal) accède à la Super Ligue 2020.
|  | Vainqueur de la compétition |  | Relégation en division inférieure |

| Rang | Pays            | Pts    |
| ---- | --------------- | ------ |
| 1    | Pologne         | 345    |
| 2    | Allemagne       | 317,50 |
| 3    | France          | 316,50 |
| 4    | Italie          | 316    |
| 5    | Grande-Bretagne | 302,50 |
| 6    | Espagne         | 294,50 |
| 7    | Ukraine         | 225    |
| 8    | Tchéquie        | 219,50 |
| 9    | Suède           | 210,50 |
| 10   | Grèce           | 197    |
| 11   | Finlande        | 190    |
| 12   | Suisse          | 175    |

## Première Ligue

### Pays participants
11 équipes participent à la Première Ligue :
| - Belgique - Biélorussie, reléguée - Hongrie, promue - Irlande - Lituanie, promue - Norvège | - Pays-Bas, reléguée - Portugal - Roumanie - Russie, reléguée, bannie - Slovaquie, promue - Turquie |

La Russie est bannie des compétitions d'athlétisme à la suite d'une accusation de dopage systémique et ne participe donc pas.
Cette année, seule la première équipe est promue en Super Ligue et les cinq dernières (dont la Russie qui est bannie) sont reléguées.

### Résultats
Classement après 40 épreuves :
1. Portugal 302 points, promu en Super Ligue,
2. Biélorussie 281 points,
3. Norvège 269 points,
4. Pays-Bas 259 points,
5. Turquie 245 points,
6. Belgique 241 points,
7. Irlande 227 points,
8. Roumanie 225,5 points, reléguée,
9. Hongrie 223 points, reléguée,
10. Slovaquie 186 points, reléguée,
11. Lituanie 173,5 points, reléguée.

## Deuxième Ligue

### Pays participants
12 équipes participent à la Deuxième League :
| - Autriche - Bulgarie, reléguée - Chypre - Croatie - Danemark, reléguée - Estonie, reléguée | - Géorgie, promue - Israël - Lettonie - Luxembourg, promue - Malte, promue - Slovénie |

## Troisième Ligue

### Pays participants
12 équipes participent à la Troisième League.
| - AASSE - Albanie - Andorre - Arménie - Azerbaïdjan - Bosnie-Herzégovine | - Islande, reléguée - Kosovo - Macédoine du Nord - Moldavie, reléguée - Monténégro - Serbie, reléguée |